# Церковь Святого Франциска (Швеннинген)
Церковь Святого Франциска (нем. St. Franziskus) — католическая церковь, располагающаяся в районе Швеннинген баден-вюртембергского города Филлинген-Швеннинген; неоготическое здание, построенное в период с 1892 по 1893 год по проекту архитектора Йозефа Кадеса, является памятником архитектуры.

## История и описание
Церковь Святого Франциска является католической церковью, расположенной в муниципалитете Швеннинген «двойного» города Филлинген-Швеннинген и относящейся к епархии Роттенбург-Штутгарта. При церкви есть детский сад и приходской дом (общественный центр), также названный в честь Святого Франциска. Церковь была построена по планам архитектора Йозефа Кадеса в период с 1892 по 1893 год, но не понравилась самому архитектору — в связи с изменениями, внесёнными в его планы: неф был реализован намного короче, чем планировалось — по финансовым причинам. Архитектурный стиль церкви исследователи описывали как смесь нео-романской и нео-готической архитектур. Освящение храма состоялось 26 сентября 1893 года. Здание было расширено в 1912 году и реконструировано в 2015 году: храм получил новый орган, который был освящен 7 июня 2015 года. В 2018 году, в связи со 125-летием храма, в нём была восстановлена купель — она вернулась на своё старое место возле алтаря.